# Kanton Joinville
Kanton Joinville (fr. Canton de Joinville) je francouzský kanton v departementu Haute-Marne v regionu Grand Est. Tvoří ho 38 obcí. Před reformou kantonů 2014 ho tvořilo 15 obcí.

## Obce kantonu
od roku 2015:
| - Ambonville - Arnancourt - Autigny-le-Grand - Autigny-le-Petit - Baudrecourt - Beurville - Blécourt - Blumeray - Bouzancourt - Brachay - Charmes-en-l'Angle - Charmes-la-Grande - Chatonrupt-Sommermont - Cirey-sur-Blaise - Courcelles-sur-Blaise - Dommartin-le-Saint-Père - Donjeux - Doulevant-le-Château - Ferrière-et-Lafolie | - Flammerécourt - Fronville - Gudmont-Villiers - Guindrecourt-aux-Ormes - Joinville - Leschères-sur-le-Blaiseron - Mathons - Mertrud - Mussey-sur-Marne - Nomécourt - Nully - Rouvroy-sur-Marne - Rupt - Saint-Urbain-Maconcourt - Suzannecourt - Thonnance-lès-Joinville - Trémilly - Vaux-sur-Saint-Urbain - Vecqueville |

před rokem 2015:
- Autigny-le-Grand
- Autigny-le-Petit
- Blécourt
- Chatonrupt-Sommermont
- Curel
- Ferrière-et-Lafolie
- Fronville
- Guindrecourt-aux-Ormes
- Joinville
- Mathons
- Nomécourt
- Rupt
- Suzannecourt
- Thonnance-lès-Joinville
- Vecqueville